# OC 2022
OC 2022 és una societat limitada creada el 18 de febrer de 2021. L'empresa és una societat de cartera propietària d'Emissions Digitals de Catalunya des del 2021.

## Governança corporativa

### Estructura accionarial
L'any 2021 l'accionariat de la societat OC 2022 estava participada pels socis següents:
- 50% Bornic Surprises Box, SL: societat mercantil constituïda per temps indefinit en data 17 de febrer de 2021. Òrgan d'administració: 2 administradors mancomunats, Borja García-Nieto Portabella i Nicola Pedrazzoli.
- 25% Toskan House, SLU: societat mercantil constituïda per temps indefinit en data 12 de desembre de 1997. Òrgan d'administració: administradora única, Inés Sánchez de Movellán Torent.
- 25% Food Consulting & Associates, SLU: societat mercantil constituïda per temps indefinit en data 8 de maig de 2006. Òrgan d'administració: administrador únic, Francisco Javier Moran Rey.

### Administració
En el moment de la constitució de l'empresa, el 17 de febrer de 2021, l'administrador únic era Nicola Pedrazzoli.
Posteriorment, el 9 de juny de 2021, el consell d'administració estava format per:
- Christian-Georges Pérez Pradère, conseller i president.
- Nicola Pedrazzoli, conseller i conseller delegat solidari.
- Borja García-Nieto Portabella, conseller i secretari.
- Francisco Javier Moran Rey, conseller.